# Tourtrol
Tourtrol (okzitanisch Tortròl) ist eine französische Gemeinde mit 247 Einwohnern (Stand 1. Januar 2022) im Département Ariège in der Region Okzitanien. Sie gehört zum Arrondissement Pamiers und zum Kanton Mirepoix.
Nachbargemeinden sind Rieucros im Nordwesten, Teilhet im Norden, Manses im Nordosten, Coutens im Osten, Dun im Süden und Viviès im Westen.

## Bevölkerungsentwicklung

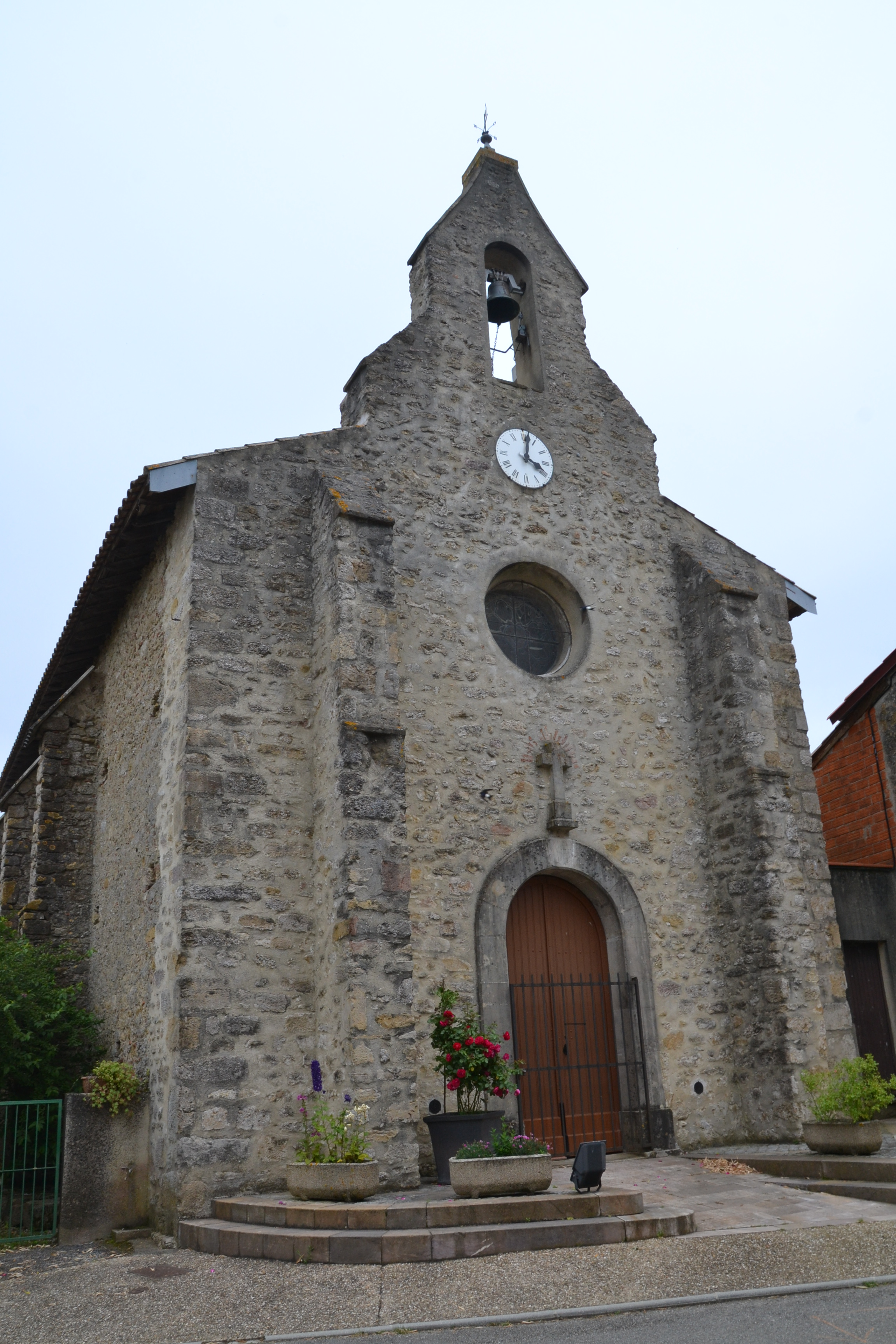
Kirche Saint-Michel

| Jahr                       | 1962 | 1968 | 1975 | 1982 | 1990 | 1999 | 2008 | 2016 |
| -------------------------- | ---- | ---- | ---- | ---- | ---- | ---- | ---- | ---- |
| Einwohner                  | 145  | 165  | 175  | 187  | 194  | 204  | 242  | 290  |
| Quellen: Cassini und INSEE |      |      |      |      |      |      |      |      |